# Гарфилд, Ричард
Ричард Гарфилд (англ. Richard Channing Garfield, род. 26 июня 1963, Филадельфия, США) — геймдизайнер, который создал карточную игру Magic: The Gathering и участвовал в разработке компьютерной игры Спектромансер. Разработка Magic: The Gathering способствовала популяризации коллекционных карточных игр как жанра. PhD по комбинаторике.

## Биография

### Ранняя жизнь
Ричард родился в Филадельфии. Провёл детство во многих местах по всему миру, поскольку его отец работал в сфере архитектуры. В конечном счёте его семья поселяется в Орегоне, когда ему было двенадцать лет. Гарфилд всегда имел интерес к играм и головоломкам, однако страсть к играм возникла, когда он познакомился с Dungeons & Dragons. Разработал дизайн своей первой игры уже в 13 лет.

### Образование и карьера
В 1985 году он получает степень бакалавра в области вычислительной математики. Он начинает работу в Bell Labs, но потом решительно возобновляет своё образование и изучает комбинаторику в Пенсильванском университете.
Пока подбирал издателя для RoboRally, дизайн которой он разработал в 1985 году, Гарфилд весной 1991 года нашёл президента Питера Адкисона из маленькой игровой компании Wizards of the Coast, который отказался от RoboRally, так как игра показалась ему слишком сложной и выразил к Magic: The Gathering свою заинтересованность, когда Ричард принёс её.
Он начал процесс разработки дизайна Magic: The Gathering ещё в качестве получающего послевузовское профессиональное образование в Пенсильванском университете. Группа тестировщиков игры, включающая в себя по большей части знакомых обучающихся в Пенсильванском университете, сформировалась вокруг разработки игры.
Гарфилд окончил обучение под руководством Вилфа Герберта и получил степень доктора философии по комбинаторике в Пенсильванском университете в 1993 году. Его докторской диссертацией была The distribution of the binomial coefficients modulo p. Он получил должность профессора математики в Уитман колледже в городе Уолла-Уолла штата Вашингтон.
Magic: The Gathering была выпущена в 1993 году, Wizards of the Coast во второй половине его заработала 200 тысяч долларов, хотя в компании было всего 7 человек на тот момент. В следующем году уже 40 миллионов долларов прибыли. В 1995 году — продано более 500 миллионов карт. В 2003 году играют уже более 6 миллионов человек по всему миру более чем в 50 странах, одновременно ежегодно происходят более 100 тысяч только официальных турниров. MTG создала целый жанр коллекционных карточных игр. Тестировщики игры начали самостоятельно разрабатывать дополнение, которое было потом отредактировано Гарфилдом, пройдя его контроль. Ричард покинул академию, чтобы присоединиться к Wizards of the Coast как полноценный геймдизайнер в июне 1994 года. Позже он был основным тестером Dungeons & Dragons третьей редакции, выпущенной Wizards of the Coast в 2000 году. Затем окончательно покинул Wizards of the Coast, чтобы стать независимым разработчиком.
В декабре 1997 года в выпуске журнала Dragon, в статье про заявку Гарфилда на зонтичный патент коллекционных карточных игр, им было сообщено, что он является праправнуком президента США Джеймса Абрама Гарфилда (1831—1881), а также то, что его прапрадедушка — изобретатель скрепки.
Ричард Гарфилд по-прежнему время от времени вносит свой вклад в Magic: The Gathering. Также в последнее время им были созданы настольные игры Pecking Order и Rocketville. Последний был опубликован Avalon Hill, дочерней компанией Wizards of the Coast. Сейчас же больше внимания Гарфилд уделяет компьютерным играм. Он участвовал в проектировании и разработке Schizoid и Спектромансер.
Ричард присутствовал в Москве во время релиза русской версии Magic: The Gathering, вместе с ведущими художниками игры. Были проведены турниры между профессионалами и любителями.
Ричард скуп на слова. Долго обдумывает каждый вопрос, чтобы лучше сформулировать ответ. Гарфилд ценит каждый аспект игры. Над Magic: The Gathering он начал работать за 8 лет до передачи прав в 1993 году, но реально он работал над развитием игры пару месяцев. А он сам считает, что идея Magic: The Gathering ему пришла около водопада в Орегоне, когда он навещал родителей. В это время Magic: The Gathering была его хобби.

### Семья
Сейчас Ричард женат на Ко-Юн Ким. У него есть 2 детей от своего прошлого брака.

## Разработка игр
Частичный список игр, в разработке которых участвовал Ричард Гарфилд:
- Magic: The Gathering (1993), коллекционная карточная игра
- RoboRally (1994), настольная игра
- Vampire: The Eternal Struggle (1994), коллекционная карточная игра
- The Great Dalmuti (1995), карточная игра
- Netrunner (1996), коллекционная карточная игра
- BattleTech CCG (1996), коллекционная карточная игра
- Dilbert: Corporate Shuffle (1997), карточная игра
- Filthy Rich (1998), настольная игра
- Twitch (1998), карточная игра
- Star Wars Trading карточная игра (2002), коллекционная карточная игра
- Pecking Order (2006), настольная игра
- Rocketville (2006), настольная игра
- Stonehenge (2007), антология настольных игр
- Спектромансер (2008), онлайновая коллекционная карточная игра[11]
- Schizoid (2008), консольная игра жанра action
- Kard Combat (2011), игра для iOS
- King of Tokyo (2011), настольная игра
- SolForge (2012), игра для iOS[12]
- Ghooost (2013), карточная игра[13]
- King of New York (2014), настольная игра[14]
- Artifact (2018), карточная игра
- KeyForge: Call of the Archons (2018), уникальная карточная игра

### Netrunner
По мотивам вселенной Cyberpunk 2020 было создано две несвязанных между собой коллекционных карточных игры. В 1996 году компания Wizards of the Coast издала игру Netrunner, которую разработал Ричард. Вторую игру под названием Cyberpunk CCG, разработанную Питером Ваксом, издала в 2003 году Social Games.

### Спектромансер
Участвовал в разработке сюжетной линии этой игры вместе со Скаффом Элиасом (Magic: The Gathering Ice Age, Harry Potter Trading Card Game), их привлёк успех Astral Tournament, ранее также вдохновил его создателей Алексея Станкевича, Ивана Полякова (к этой же игровой серии относится выпущенная ими же в 2004 году игра Владыки Астрала — игра в той же вселенной, Ревния, но с несколько отличающейся игровой механикой) начать разработки Astral Tournament 2. В процессе работы стало понятно, что новая игра заметно отличается от Astral Tournament, поэтому (а также потому, что намек на Unreal Tournament более не был актуален) было решено дать игре оригинальное название Спектромансер.